# Exclavă
Exclava este partea unui stat sau entități administrativ-teritoriale care nu are legătură pe uscat cu teritoriul de bază al acestuia, fără a fi o insulă. Exemple de exclave sunt regiunea Kaliningrad care ține de Rusia, Republica Autonomă Nahicevan ținând de Azerbaidjan, zona Dubrovnik - ține de Croația, statul Alaska - ține de SUA, zona Campione d'Italia înglobată în Elveția ș.a. O exclavă poate fi în același timp și o enclavă (inclusă complet într-un alt stat), de exemplu comuna spaniolă Llívia, înconjurată complet de teritoriu francez, este o exclavă a Spaniei, iar orașul armean Artsvashen, încadrat în teritoriul Azerbaidjanului, este o exclavă în raport cu Armenia. Totuși, majoritatea exclavelor nu sunt și enclave, ele având fie o ieșire la mare, fie două sau mai multe state drept vecine.
Exclavele pot fi, în general, un factor geopolitic perturbant, atât pentru țara posesoare, cât și pentru țările vecine cu ele (mai ales dacă exclava aparține unui stat mai puternic). Spre exemplu, în anii 1919-1939 problema exclavei germane Prusia Orientală, ruptă de restul teritoriului german de îngustul debușeu polonez (așa-numitul Coridor polonez), a fost una dintre cauzele izbucnirii celui de-al doilea război mondial. Mai nou, aceeași regiune, de această dată încorporată în Rusia, a generat serioase dispute între UE și Moscova, care solicită un coridor terestru de comunicații cu regiunea Kaliningrad (fostul Königsberg). Și în Canada multă vreme a persistat temerea că SUA ar putea anexa provincia Columbia Britanică, ce asigură deschiderea Canadei spre Oceanul Pacific, pentru a obține joncțiunea cu Alaska.
| Exclave                                                                          | Exclave               | Exclave                                      | Exclave                                        |
| Numele                                                                           | Exclava țării         | Enclavă în țara                              | Observații                                     |
| -------------------------------------------------------------------------------- | --------------------- | -------------------------------------------- | ---------------------------------------------- |
| Baarle-Hertog                                                                    | Belgia                | Olanda                                       |                                                |
| Baarle-Nassau                                                                    | Olanda                | Belgia                                       |                                                |
| Büsingen am Hochrhein                                                            | Germania              | Elveția                                      |                                                |
| Cabinda                                                                          | Angola                | Republica Democrată Congo și Republica Congo |                                                |
| Campione d'Italia                                                                | Italia                | Elveția                                      |                                                |
| Ceuta                                                                            | Spania                | Maroc                                        | Exclavă separată printr-o zonă neutră de Maroc |
| Regiunea Kaliningrad                                                             | Rusia                 | UE                                           |                                                |
| Kleinwalsertal                                                                   | Austria               | Germania                                     |                                                |
| Llívia                                                                           | Spania                | Franța                                       |                                                |
| Melilla                                                                          | Spania                | Maroc                                        | Exclavă separată printr-o zonă neutră de Maroc |
| Musandam                                                                         | Oman                  | Emiratele Arabe Unite                        |                                                |
| Naxcivan                                                                         | Azerbaidjan           | Armenia și Iran                              |                                                |
| Ruitzhof, Mützenich, Rückschlag și părți din Lammersdorf și Roetgen              | Germania              | Belgia                                       |                                                |
| Sastavci                                                                         | Bosnia și Herțegovina | Serbia                                       |                                                |
| Suvorov - de fapt nu este exclavă, ci doar o proprietate de drept civil a Rusiei | Rusia                 | Elveția                                      |                                                |
| Ormideia                                                                         | Cipru                 | Dhekelia, UK                                 |                                                |